# Liško-senjska županija
Liško-senjska županija (hrvaško Ličko-senjska županija) je po površini s 5353 km2 največja izmed 21 županij Hrvaške, po številu prebivalcev (leta 2021 43.000; 2011 še 51.000) pa najmanjša in najredkeje poseljena. Glavno mesto županije je Gospić, središče Like. Status mesta imajo še Novalja na otoku Pag, ki si ga deli z Zadrsko županijo, Otočac in Senj, ki je tudi del samega imena županije in leži ob morju.

## Lega
Županija je, čeprav največja po površini, najredkeje naseljena izmed vseh hrvaških županij, njeno prebivalstvo pa upada že od začetka 20. stoletja. Zajema večji del pokrajine Like in del severnojadranske obale, vključno s severnim delom otoka Paga. V njej se nahajata narodna parka Plitviška jezera in Severni Velebit, dve od pomembnih hrvaških turističnih znamenitosti.

## Upravna delitev
- Mesto Gospić
- Mesto Novalja
- Mesto Otočac
- Mesto Senj
- Občina Brinje
- Občina Donji Lapac
- Občina Karlobag
- Občina Lovinac
- Občina Perušić
- Občina Plitvička Jezera
- Občina Udbina
- Občina Vrhovine